# Abandonados
Abandonados est une téléréalité mexicaine produite par Azteca 7, présentée par l'actrice Paola Núñez. C'est la version mexicaine du format international Peking Express, produit en Belgique et aux Pays-Bas en 2004. Il y a eu des versions différentes dans divers pays européens aussi bien en Espagne, en France, au Danemark, en Norvège, en Suède, en Allemagne et en Italie,. 
La première saison est diffusée le 4 juillet 2007.

## Format

### Mécanique du jeu
Huit équipes doivent parcourir plus de 5 000 km que séparent 4 pays en 4 étapes. Les participants ont un budget de 20 pesos par jour, et doivent parvenir à trouver un moyen de transport gratuitement.

### Jeux d'immunité
À la moitié de chaque étape les candidats les plus rapides participent à une épreuve qui peuvent leur faire gagner l'immunité ainsi qu'un logement privilégié et un dîner pour une nuit.

### Élimination
À la fin de chaque étape, la présentatrice de la course informe les couples au sujet de leurs positions durant l'étape. Les deux équipes qui arrivent en dernier doivent se faire face dans un jeu appelé « court pour ta vie », accompagné d'une troisième équipe choisie par ses derniers.

### Équipement
Les participants voyagent avec une série d'éléments qui leur sont utiles pour couvrir ces étapes :
- Un sac à dos : ils contient leurs vêtements et le repas qu'ils ont pu acheter. Les aventuriers doivent le porter à l'heure d'arrivée au « livre du dragon » (un jeu d'immunité) ou au but.
- Une carte : la carte indique l'endroit où ils doivent aller et par quelles zones ils peuvent passer.
- Des fiches d'idiome : les fiches d'idiome aident les participants à communiquer avec les habitants de chaque pays.

## Saisons
| Saison | Émission                          | Nombre de participants | Kilomètres | Localisation                          | Gagnant              | Finaliste             |
| ------ | --------------------------------- | ---------------------- | ---------- | ------------------------------------- | -------------------- | --------------------- |
| 1      | du 4 juillet 2016 au 25 août 2016 | 16                     | 5 000 km   | Viêt Nam, Laos, Cambodge et Thaïlande | Gabriel et Guillermo | Alejandra et Giovanni |